# David Duke Jr.

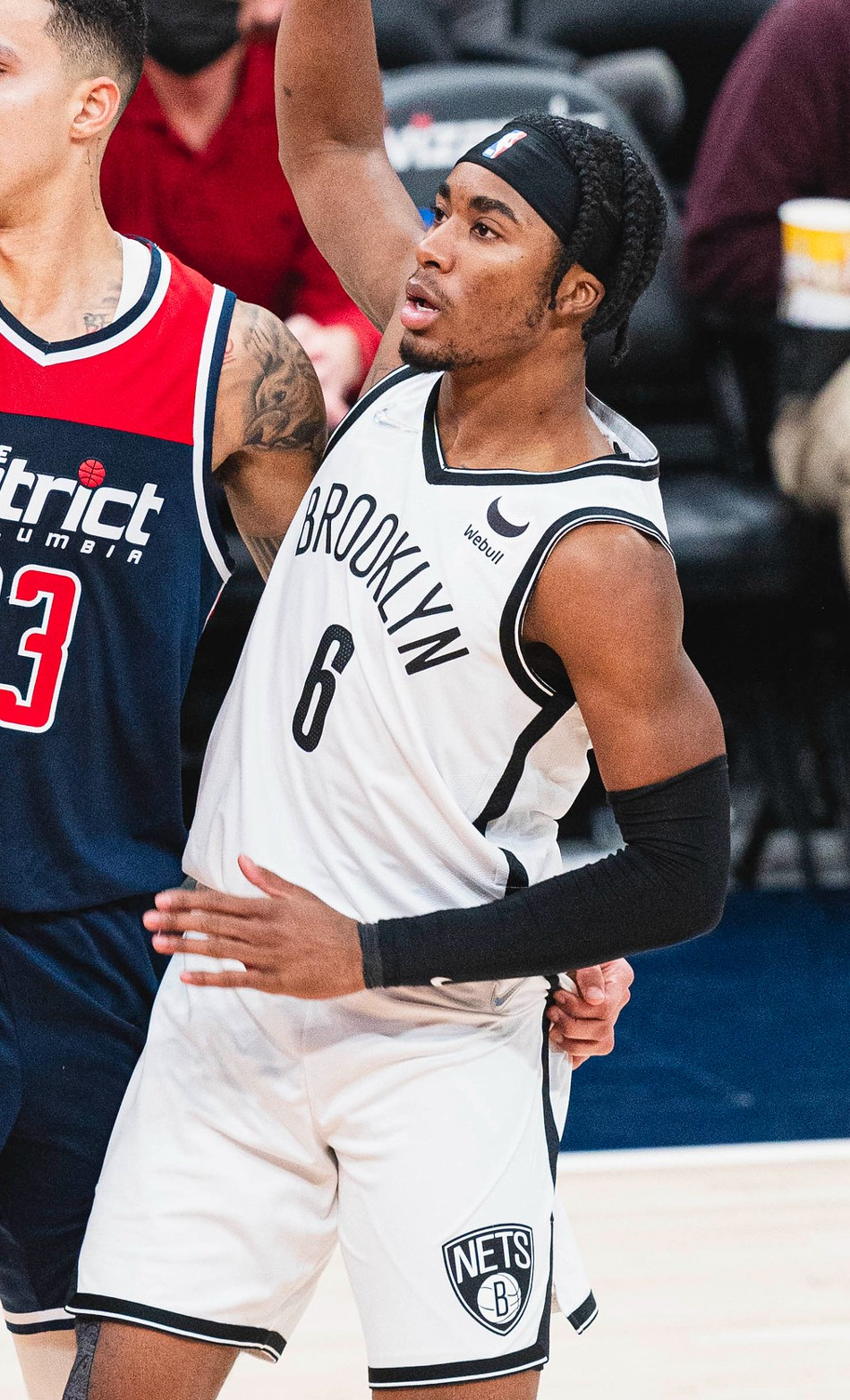
David Duke Jr., 2022.

David Duke Jr., född 13 oktober 1999 i Providence i Rhode Island, är en amerikansk professionell basketspelare (PG/SG) som spelar för San Antonio Spurs i National Basketball Association (NBA). Han har tidigare spelat för Brooklyn Nets.
Duke blev aldrig NBA-draftad.
Innan han blev proffs studerade Duke vid Providence College och spelade för universitetets idrottsförening Providence Friars.